# サン・マロ
サン・マロ（フランス語: Saint-Malo フランス語発音: [sɛ̃ malo], ブルトン語: Sant-Maloù, ガロ語: Saent-Malô）は、イギリス海峡に面したフランス北西部ブルターニュ地方の城壁に囲まれた港町である。サン・マロには、イル＝エ＝ヴィレーヌ県の郡庁がある。

## 人口
サン・マロには50,000人の住人がいるが、観光シーズンの夏季には、200,000人に増加する。郊外を含め、人口は約135,000人である。

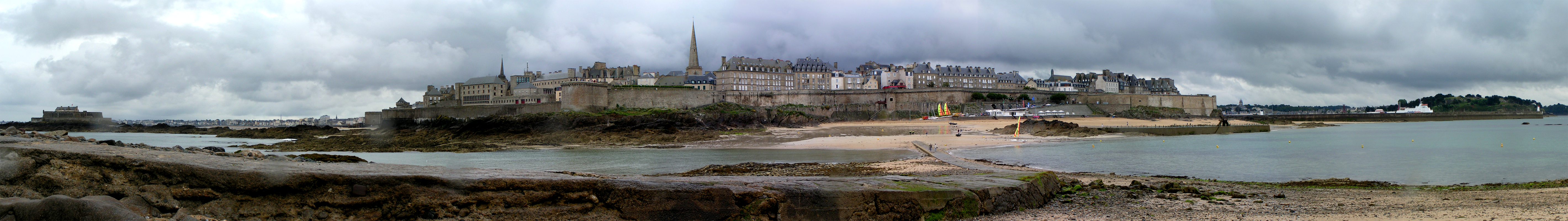
グラン・ベ島から見たサン・マロのパノラマ

## 歴史
サン・マロは、中世にはランス川河口の要塞化された島で、河口だけでなくその向こうに広がる公海を統御していた。今ではサン・セルヴァン地区となっている現在の中心地の南方、Aleth岬の砦はローマ時代以前からランスへ接近するものを見下ろしていた。しかし、現代のサン・マロは、6世紀初期に聖アーロンと聖ブレンダンによって設立された修道士の居住地にその起源を遡る。その名前は、ブレンダンの弟子だったと言われる聖マロに由来する。

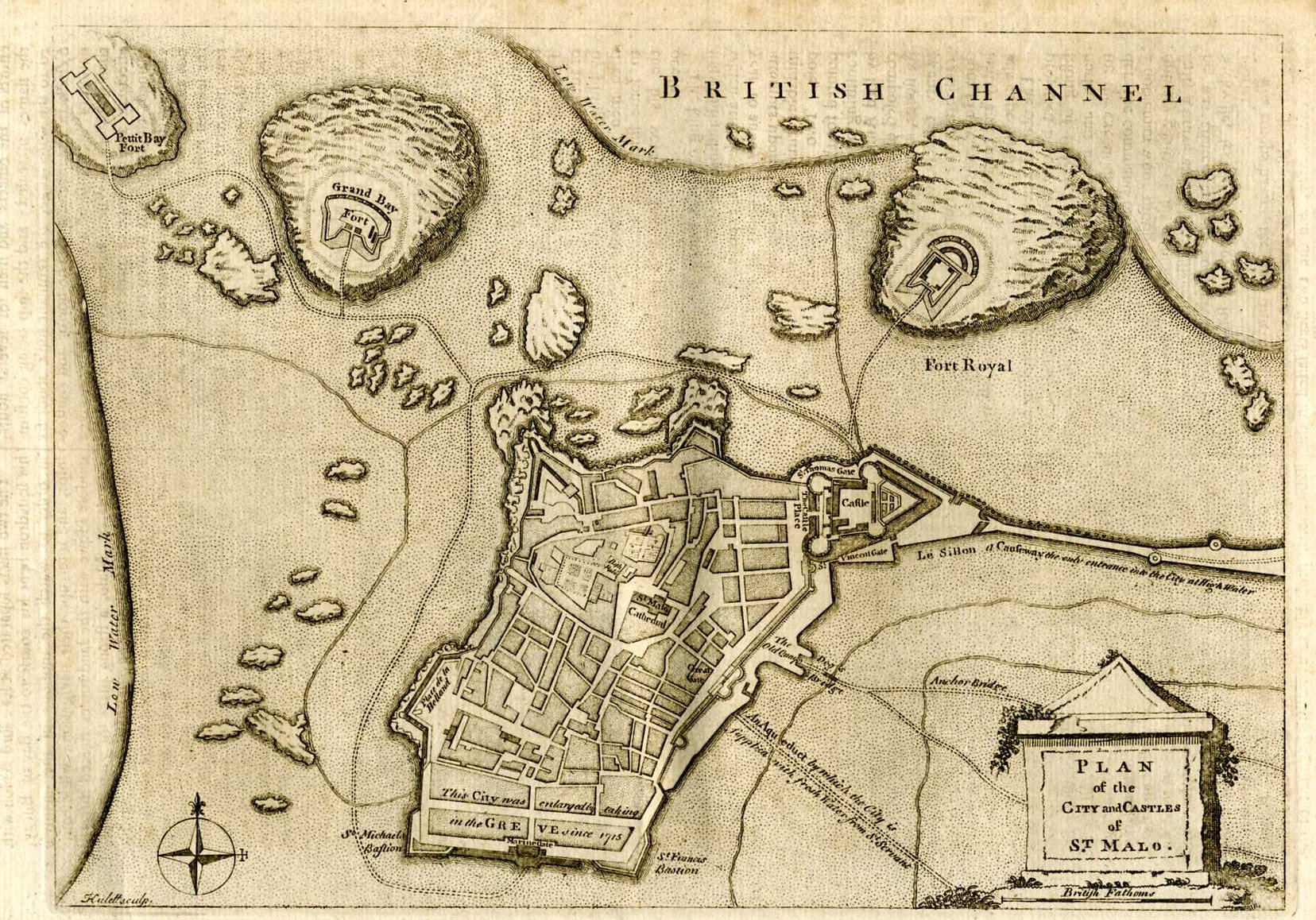
サン・マロの古地図

サン・マロは、その後、誰の命令にも服さない、凶暴な海賊の根城として悪名高くなった。1590年から4年間、サン・マロは、「フランス人でもなく、ブルターニュ人でもなく、サン＝マロ人だ」というモットーを掲げて、独立共和国であるとの宣言さえした。サン・マロの海賊・私掠船「コルセール」は、英仏海峡を通るイギリス船に通行料を課しただけではなく、さらに広い範囲から富を持ち帰った。セントローレンス川を航行し、現在のケベック市やモントリオールの地を訪れ、それゆえにカナダの発見者とされるジャック・カルティエは、サン・マロに住み、サン・マロから航海した。フォークランド諸島へ移住する最初の入植者も、ジャック・カルティエと同様に、サン・マロから出航したので、この島のスペイン語名「Islas Malvinas（マルビナス諸島）」はフランス語の「Îles Malouines」から来ている。
サン・セルヴァン市は、パルメと共に合併され、1967年にサン・マロ市になった。
サン・マロは、欧州安全保障防衛政策に関する重要な合意に導いた英仏会談の場となった。イギリス首相トニー・ブレアとフランス大統領ジャック・シラクは、「（欧州）連合は、国際的危機に対応するために、信頼性のある軍事力とその行使を決定する手段に裏打ちされた、自律的行動のための能力を保有しなければならない。」と声明した。

## 人口統計
| 1968年 | 1975年 | 1982年 | 1990年 | 1999年 | 2006年 | 2010年 |
| ------ | ------ | ------ | ------ | ------ | ------ | ------ |
| 42297  | 45030  | 46347  | 48057  | 50675  | 49661  | 46342  |

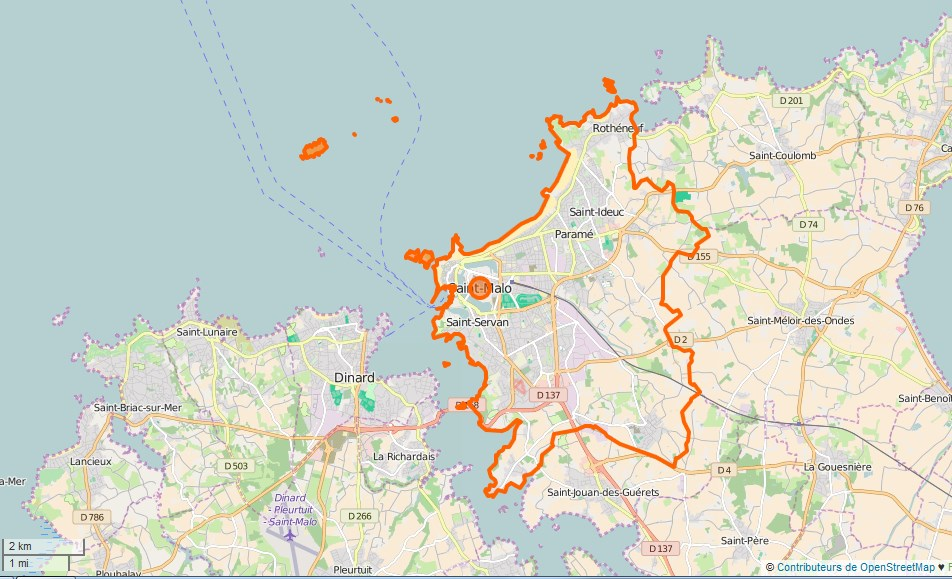
サン・マロコミューンの範囲

参照元:1999年までEHESS、2000年以降INSEE

## 見所

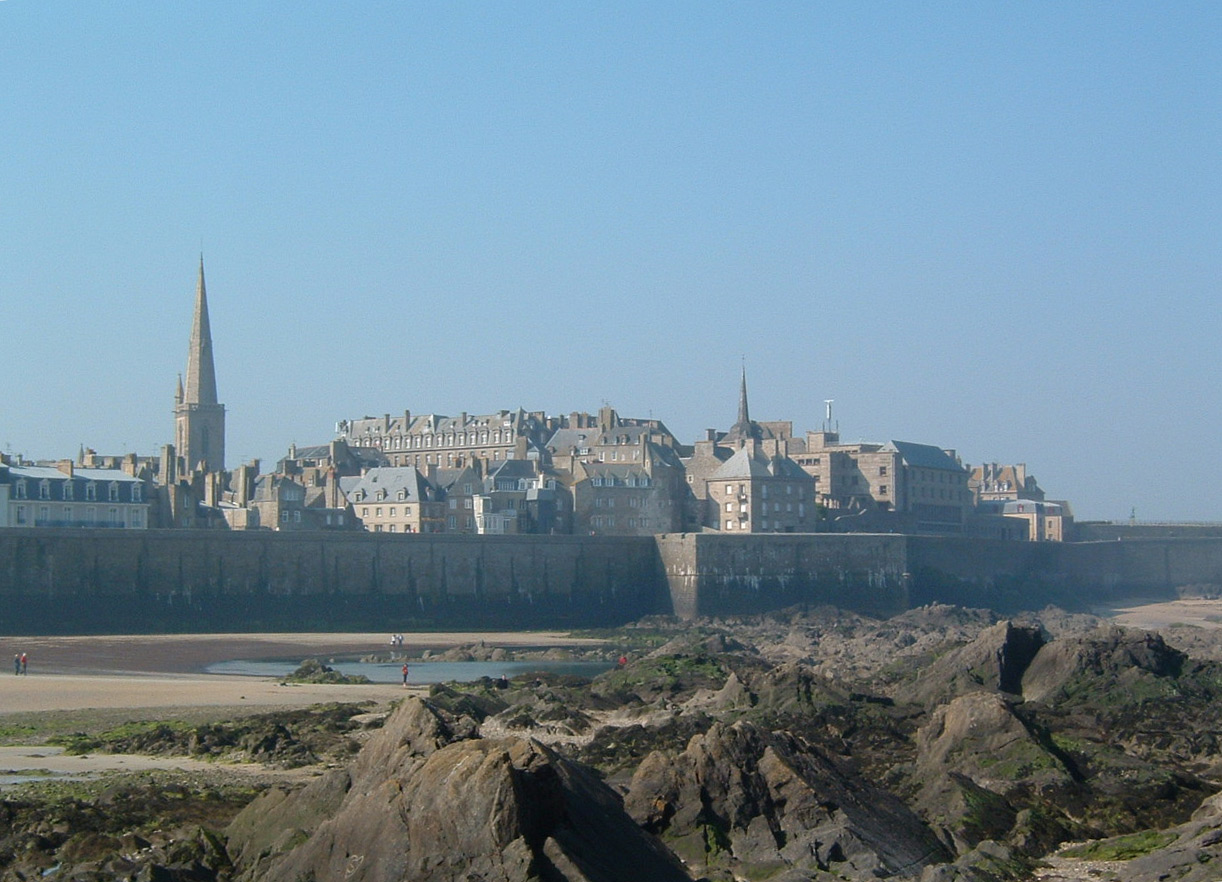
グラン・ベ島から見た旧市街の眺め

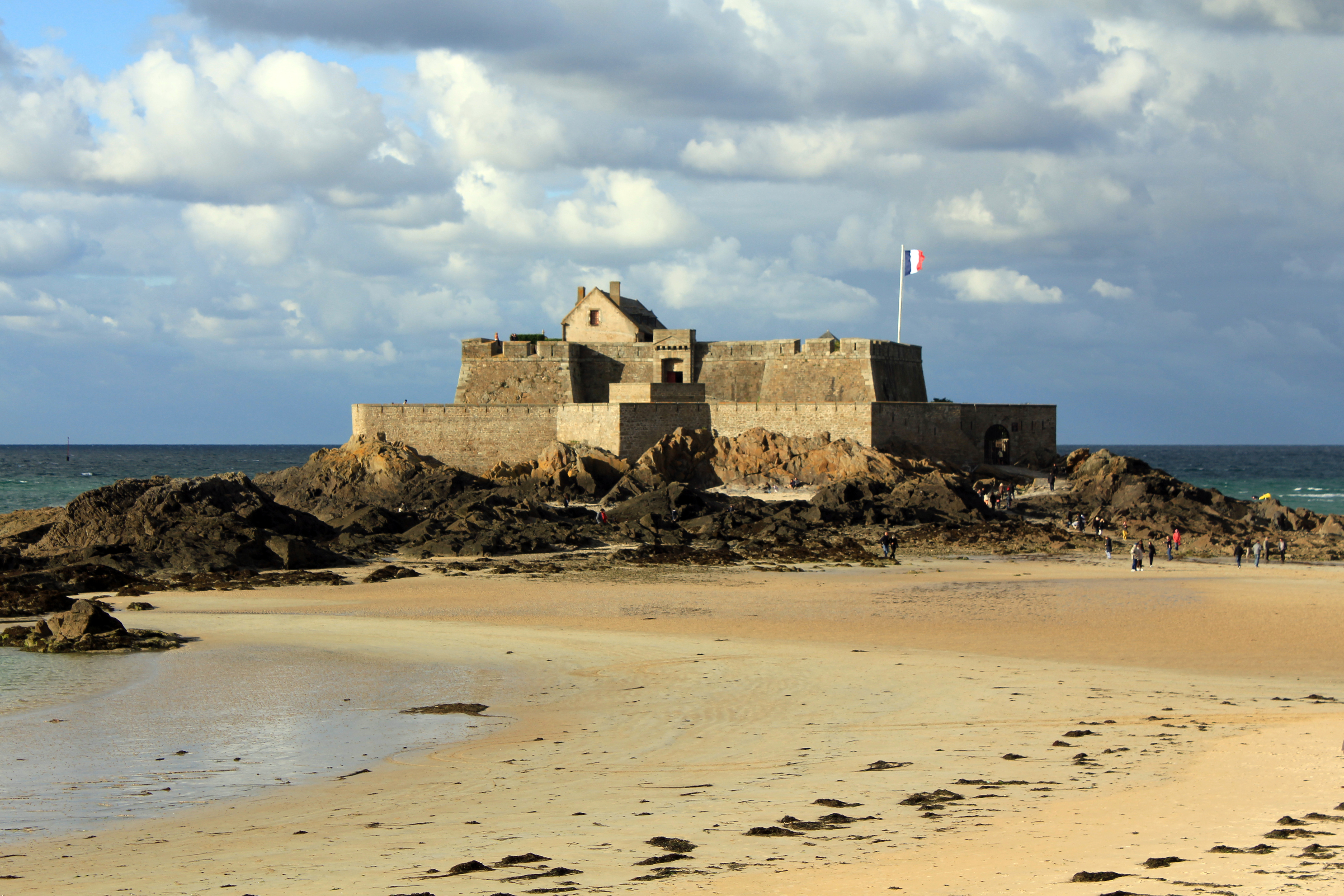
干潮時に行けるナシオナル要塞

今や本土と不可分に結びつき、サン・マロは、ブルターニュ地方で最大の観光地となっている。見所は次のとおりである。
- イギリス海峡の海浜
- 旧市街（La Ville Intra-Muros）
- サン・マロ城（フランス語版）とサン・セルヴァンのソリドール塔。                                                                                                            サン・マロ博物館の収集品を収蔵している。
- グラン・ベ島とプチ・ベ島                                                                                                                                                               サン・マロの浜辺の沖合いにあり、引き潮になると浅瀬を歩いて渡ることができる。
- グラン・ベ島にあるフランソワ＝ルネ・ド・シャトーブリアンの墓
- サン・ヴァンサン大聖堂（フランス語版）

## 出身者
- ジャック・カルティエ（1491年 - 1557年）カナダの探検家
- ジャック・グアン・ド・ボーシェーヌ（フランス語版）（1652年 - 1730年）フォークランド諸島の探検家
- ジュリアン・オフレ・ド・ラ・メトリー（1709年 - 1751年）哲学者、医師
- ロベール・シュルクフ（フランス語版）（1773年 - 1827年）船乗り、貿易商、船主そして海賊コルセール
- ピエール・ルイ・モーペルテュイ（1698年 - 1759年）数学者で天文学者
- ベルトラン＝フランソワ・マエ・ド・ラ・ブルドネ（フランス語版）（1699年 - 1753年）船乗りで行政官。モーリシャス島の都市ポートルイスの建設者
- フランソワ＝ルネ・ド・シャトーブリアン（1768年 - 1848年）作家で外交官
- ユーグ・フェリシテ・ロベール・ド・ラムネ（1782年 - 1854年）司祭、哲学兼政治作家

## 姉妹都市
- ポートルイス（モーリシャス、1999年）[4]
- ガスペ（カナダ、2017年）[5]
- ケベック州サン・マロ（フランス語版）（カナダ）
- マニトバ州サン・マロ（カナダ fr:Saint-Malo (Manitoba)）